# Bătălia pentru Kreminna
Bătălia pentru Kreminna a fost o bătălie din timpul Invaziei a Rusiei în Ucraina. Când președintele Ucrainei, Volodîmîr Zelenski, a spus  că va începe o contraofensivă fulger în Regiunea Harkov s-a referit și la cucerirea unor zone din Regiunea Lugansk cum ar fi satele Makiivka, Stelmahivka, etc. Iar s-a mai referit și la începerea unei bătali pentru recucerirea orașului Kreminna care a avut succes soldații Ucrainei ( Forțele armate ale Ucrainei) au cucerit satele din apropiere de orașul Kreminna cum ar fi Dibrova, Cervonopopivka, etc. După aia au ajuns într-un final la periferia orașului Kreminna dar Forțele armate ale Ucrainei au avut și pierderi care au făcut să fie puțin mai departe de orașul Kreminna iar au făcut ca Rusia să cucerească din nou o parte din satele Dibrova și Cervonopopivka care mai apoi au devenit într-un final să fie cucerite de către Rusia.

## Prima bătălie pentru Kreminna
Prima bătălie a avut loc în 18 aprilie 2022 când Rusia a atacat orașul Kreminna din estul orașului când Rusia a cucerit mai multe zone din zona orașului și au cucerit până la urmă estul orașului Kreminna. Forțele armate ale Ucrainei au început să atace forțele Rusiei care au ocupat estul orașului iar mai apoi Rusia a suferit mici pierderi iar după aia Forțele armate ale Ucrainei au atacat din nou făcând mici avansuri pentru Ucraina dar Rusia a continuat să atace și ea cu artilerie zonele care sunt active Forțele armate ale Ucrainei iar mai apoi Forțele armate ale Rusiei au avansat în pădurea din sudul orașului Kreminna iar Forțele armate ale Ucrainei au început încet să se retragă din unele zone ale orașului Kreminna iar Rusia a atacat mai profund și a cucerit și nordul orașului Kreminna apoi Forțele armate ale Ucrainei a atacat pozițiile Rusiei din nou dar nu a făcut avansuri notabile în oraș. În 19 aprilie 2022 Rusia a anunțat cucerirea orașului Kreminna.